# Eric Steltenpool
Eric Steltenpool (Wervershoof, 12 januari 1965) is een Nederlands voormalig voetballer die van 1987 tot 1992 in het shirt van FC Volendam speelde. Hij speelde als verdediger. Op 13 maart 1988 maakte hij zijn debuut in de wedstrijd tegen FC Utrecht. Van 2014 tot 2017 speelde zijn zoon Bert Steltenpool ook voor FC Volendam.

## Carrièrestatistieken
| Seizoen         | Club            | Land            | Competitie      | Competitie | Competitie | Beker | Beker | Internationaal | Internationaal | Overig | Overig | Totaal | Totaal |
| Seizoen         | Club            | Land            | Competitie      | Wed.       | Dlp.       | Wed.  | Dlp.  | Wed.           | Dlp.           | Wed.   | Dlp.   | Wed.   | Dlp.   |
| --------------- | --------------- | --------------- | --------------- | ---------- | ---------- | ----- | ----- | -------------- | -------------- | ------ | ------ | ------ | ------ |
| 1987/88         | FC Volendam     | Nederland       | Eredivisie      | 4          | 0          | –     | –     | –              | –              | –      | –      | –      | –      |
| 1988/89         | FC Volendam     | Nederland       | Eredivisie      | 25         | 0          | –     | –     | –              | –              | –      | –      | –      | –      |
| 1989/90         | FC Volendam     | Nederland       | Eredivisie      | 28         | 1          | –     | –     | –              | –              | –      | –      | –      | –      |
| 1990/91         | FC Volendam     | Nederland       | Eredivisie      | 26         | 1          | –     | –     | –              | –              | –      | –      | –      | –      |
| 1991/92         | FC Volendam     | Nederland       | Eredivisie      | 0          | 0          | –     | –     | –              | –              | –      | –      | –      | –      |
| Carrière totaal | Carrière totaal | Carrière totaal | Carrière totaal | 83         | 2          | 0     | 0     | 0              | 0              | 0      | 0      | 83     | 2      |